# Marc Martínez

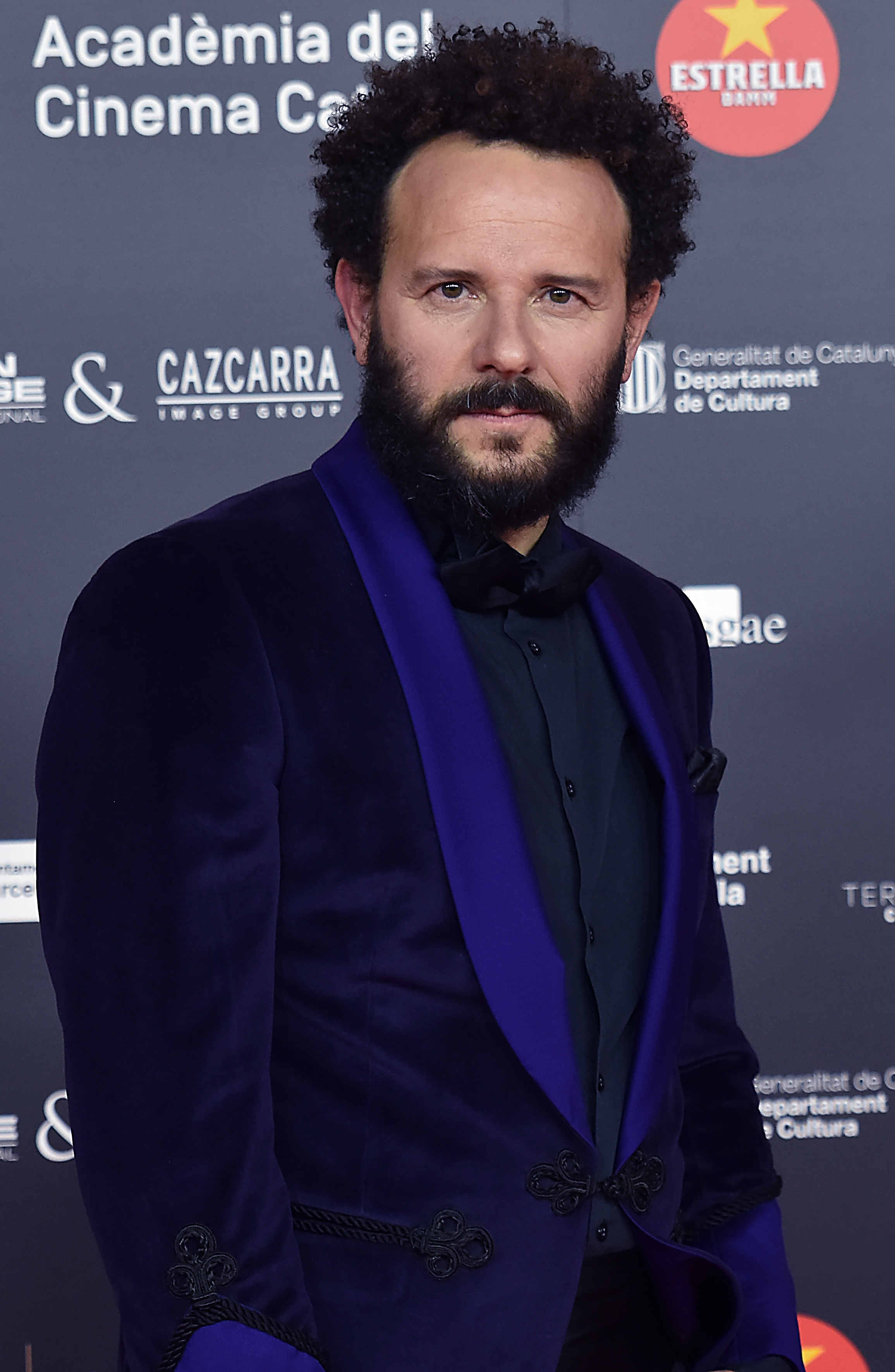
Marc Martínez

Marc Martínez Rodríguez (Barcelona, 19 de enero de 1966) es un actor español conocido por su papel como Alfredo en la serie de Netflix Intimidad.

## Biografía
Comienza su trayectoria profesional en el terreno de la interpretación a finales de la década de 1980, tanto en cine como en teatro y televisión.
Para la gran pantalla, se estrena con El complot dels anells (1989), de Francesc Bellmunt, junto a Ariadna Gil. Desde entonces ha participado en el rodaje de más de una veintena de títulos (algunos de ellos en catalán), entre los que pueden mencionarse Historias de la puta mili (1993), de Manuel Esteban, Tierra y libertad (1995), de Ken Loach, El cónsul de Sodoma (2009), de Sigfrid Monleón y La vida empieza hoy (2010), de Laura Mañá.
Su debut en televisión se produce en la autonómica TV3, en 1989, con la serie Matraca, no!. Con posterioridad, presentó el programa No me cortes (1993), en TVE, dirigido por Aurora Claramunt para un público juvenil. También ha interpretado personajes fijos entre otras, en las series Éste es mi barrio (Antena 3, 1996-97), Sitges (TV3, 1997), Petra Delicado (Telecinco, 1999), Abuela de verano (TVE, 2005), El mundo de Chema (Cuatro, 2006), Luna, el misterio de Calenda (Antena 3, 2012-13) y Crackòvia (TV3, 2013-14). Intervino en el capítulo siete de la cuarta temporada de la serie La que se avecina, (Telecinco, 2010), interpretando a un paciente de Juditt Becker (Cristina Castaño), con adicción al sexo.(TV3, 2016) Nit i dia 2 temporadas. 26 episodios, como Marc Ramos.
Sobre los escenarios ha actuado, entre otros, bajo las órdenes de Mario Gas, Juan Ollé o Andrés Lima. Destaca su participación en Esperando a Godot (1999), que le valió el Premio Max de las Artes Escénicas al Mejor Actor de reparto.
Además, en 1999 grabó el disco El bolero del Raval.

## Trayectoria en teatro
- Tira´t de la moto (1988)
- Los ochenta son nuestros (1989)
- Vint x vint (1989)
- Línia roja (1990)
- Cabaret (1993)
- Pizza-man (1994)
- Martes de carnaval (1995)
- Golfus de Roma (1995)
- Zowie (1997)
- Así que pasen cinco años (1998)
- Tot esperant Godot (1999)
- El criat (2000)
- Un tramvia anomenat Desig (2001)
- The Full Monty (2002)
- Fortuna accidental (2004)
- Ets aquí? (2005)
- La fam (2006)
- La plaça del diamant (2008)
- Urtain (2010)